# Coralliocaris brevirostris
Coralliocaris brevirostris är en kräftdjursart som beskrevs av Lancelot Alexander Borradaile 1898. Coralliocaris brevirostris ingår i släktet Coralliocaris och familjen Palaemonidae. Inga underarter finns listade i Catalogue of Life.